# Coppa del Mondo di rugby 2027
La Coppa del Mondo di rugby 2027 (in inglese 2027 Rugby World Cup) è l'11ª edizione della Coppa del Mondo di rugby, massima competizione internazionale di rugby a 15 organizzata da World Rugby.
È in programma dal 1º ottobre al 13 novembre 2027 in Australia.
Per la terza volta tale Paese ospita la manifestazione, dopo il torneo d'esordio nel 1987 (insieme alla Nuova Zelanda) e la sua quinta edizione nel 2003.
Il torneo si svolge in nove città su tre stati dell'Australia e complessivi 12 impianti, dei quali tre a Sydney e due a Melbourne.

## Espansione
I colloqui per l'espansione del torneo a 24 squadre andavano avanti da anni, ma si sono intensificati dopo le prestazioni di nazioni emergenti come il Cile e il Portogallo alla Coppa del Mondo di rugby 2023.
Il 4 ottobre è stato annunciato che World Rugby ha deciso di espandere la Coppa del Mondo a 24 squadre per contribuire alla crescita dello sport. Alan Gilpin, l'amministratore delegato di World Rugby, sostenne i piani di espansione e parlò di "segnali molto positivi" dovuti alle prestazioni incoraggianti di alcune nazioni di rango inferiore durante la Coppa del Mondo di rugby 2023. Furono presi in considerazione una fase a gironi "modello svizzero" simile a quelli adottati dalla Coppa dei Campioni di rugby e dalla UEFA Champions League di calcio o sei gironi da quattro con un ulteriore turno di 16. L'espansione a 24 squadre fu confermata il 24 ottobre.

### Formula
Per adattarsi all'espansione da un torneo a 20 squadre a 24, il format è stato modificato rispetto a quello utilizzato nel 2023 con l'aggiunta di due gruppi nella fase a gironi e di un turno supplementare nella fase a eliminazione diretta.

## Storia

### L'organizzazione
World Rugby sperava di assegnare le candidature per le Coppe del Mondo maschili del 2027 e del 2031 (insieme a quelle per le Coppe del Mondo femminili del 2025 e del 2029) entro maggio 2022. Il processo di dialogo con le nazioni candidate iniziò nel febbraio 2021, mentre il processo formale di candidatura è iniziato tre mesi dopo. I finalisti furono valutati nel febbraio 2022.
A giugno 2019, Argentina, Australia e Russia avevano dichiarato il loro interesse a ospitare la Coppa del Mondo di rugby 2027, ma l'Argentina ritirò la propria candidatura nell'aprile 2020, lasciando due offerenti. Si ipotizzò che gli Stati Uniti e il Sudafrica fossero interessati a ospitare l'evento, ma la South African Rugby Union dichiarò di non volersi candidare per la Coppa del Mondo 2027.
Il presidente di World Rugby Bill Beaumont suggerì alla fine del 2018, che ad ospitare la Coppa del Mondo di rugby dopo l'evento del 2023 in Francia, sarebbe potuta essere una nazione emergente. L'allora amministratore delegato, Brett Gosper, suggerì nel 2019 che World Rugby avrebbe potuto candidare insieme le Coppe del Mondo del 2027 e del 2031 (come ha fatto con Inghilterra 2015 e Giappone 2019), in modo da poter prendere "una decisione più coraggiosa e una decisione tradizionale".
Il fatto che tre Coppe del Mondo consecutive (Inghilterra 2015, Giappone 2019 e Francia 2023) si siano svolte nell'emisfero settentrionale ha fatto sì che i Paesi dell'emisfero meridionale fossero considerati i favoriti nell'assegnazione dell'evento.
Il 12 maggio 2022 fu annunciato che l'Australia avrebbe ospitato la Coppa del Mondo di rugby 2027.

## Impianti
| Città      | Impianto                              | Capacità | Incontri |
| ---------- | ------------------------------------- | -------- | -------- |
| Adelaide   | Adelaide Oval                         | 53500    |          |
| Brisbane   | Lang Park                             | 52500    |          |
| Canberra   | Canberra Stadium                      | 25011    |          |
| Gold Coast | Robina Stadium                        | 27690    |          |
| Melbourne  | Docklands Stadium                     | 56347    |          |
| Melbourne  | Melbourne Rectangular Stadium         | 30050    |          |
| Newcastle  | Newcastle International Sports Centre | 30000    |          |
| Perth      | Perth Stadium                         | 65000    |          |
| Sydney     | Stadium Australia                     | 82000    |          |
| Sydney     | Sydney Football Stadium               | 42500    |          |
| Sydney     | Western Sydney Stadium                | 30000    |          |
| Townsville | North Queensland Stadium              | 25000    |          |

## Squadre qualificate
Dodici squadre sono già ammesse in quanto hanno raggiunto i quarti o il terzo posto nei gironi del precedente Mondiale. Le altre dodici saranno decise dalle qualificazioni. Vi è una debuttante assoluta, Hong Kong, seconda squadra asiatica di sempre a prendere parte all'evento dopo il Giappone.

| Fase                   | Africa                         | Americhe                             | Asia                              | Europa | Oceania                                                                                                  | Spareggi                         | Ripescaggi                    |
| ---------------------- | ------------------------------ | ------------------------------------ | --------------------------------- | --- | --- | -------------------------------- | ----------------------------- |
| Ammissioni automatiche | - Sudafrica (Campione uscente) | - Argentina (Semifinalista CdM 2023) | - Giappone (3º girone D CdM 2023) | - Francia (Quartifinalista CdM 2023) - Galles (Quartifinalista CdM 2023) - Italia (3º girone A CdM 2023) - Inghilterra (Semifinalista CdM 2023) - Irlanda (Quartifinalista CdM 2023) - Scozia (3º girone B CdM 2023) | - Australia (Paese organizzatore) - Figi (Quartifinalista CdM 2023) - Nuova Zelanda (Finalista CdM 2023) |                                  |                               |
| Dalle qualificazioni   | - Zimbabwe (Africa 1)          | - non conosciuta (Americhe 1)        | - Hong Kong (Asia 1)              | - Georgia (Europa 1) - Spagna (Europa 2) - Portogallo (Europa 3) - Romania (Europa 4) | - non conosciuta (Oceania 1) - non conosciuta (Oceania 2) - non conosciuta (Oceania 3)                   | - non conosciuta (Asia/Pacifico) | - non conosciuta (Ripescaggi) |